# Yamaha FJR 1300
La Yamaha FJR1300 è una motocicletta prodotta dalla casa motociclistica giapponese Yamaha a partire dal 2001.

## Profilo e contesto
La moto va a inserire nel segmento di mercato definitivo come "touring", andando a sostituire la FJ1200 uscita di produzione nel 1993. Al lancio il motore era accredito di circa 145 CV.
A spingere la moto c'è un motore a quattro cilindri in linea frontemarcia da 1298 cm³ con distribuzione a doppio albero a camme in testa con quattro valvole per cilindro.
Il telaio dell'FJR1300 è costituito da una doppia trave realizzato in lega di alluminio.